# Palchetto della Musica

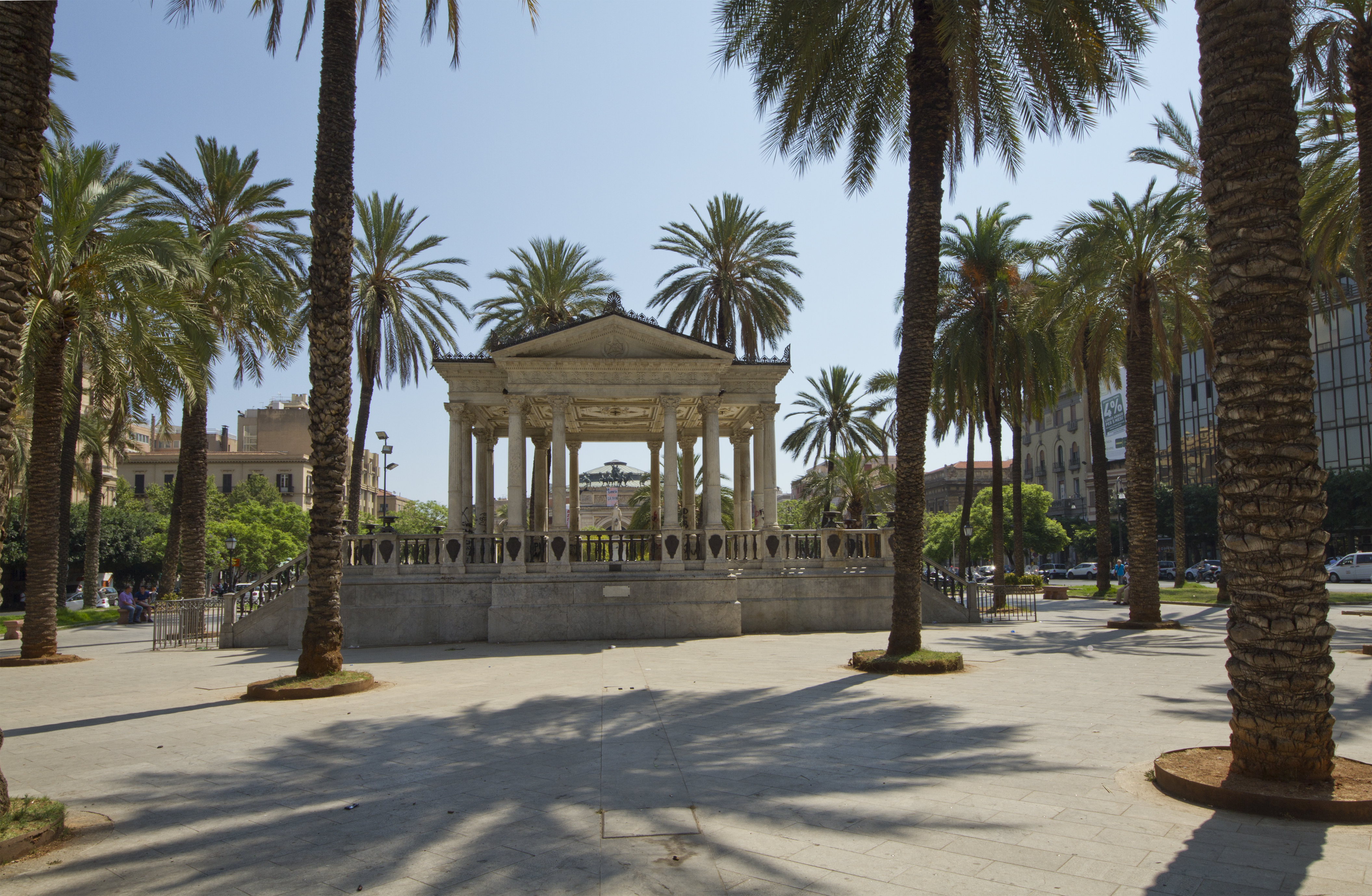
Il Palchetto della Musica

Il Palchetto della Musica (o Tempietto della Musica) è un monumento ottocentesco di Palermo situato in Piazza Castelnuovo.

## Storia
L'edificio venne edificato nel 1875 su progetto di Salvatore Valenti. Fu Guglielmo Whitaker a sostenere fortemente la sua edificazione, per impedire che sorgessero altri monumenti accanto alla villa di famiglia (non più esistente) di via Dante. Preferì così promuovere una zona verde e realizzare un posto per l'arte musicale messa al servizio gratuito dei cittadini. Era, infatti, l'epoca delle grandi bande musicali di quartiere e delle confraternite religiose che facevano a gara per esibirsi sul palchetto della musica per essere visibili all' intera città.

## Architettura
L'edificio è costruito completamente in marmo bianco e richiama i motivi neoclassici e rinascimentali in voga nel periodo. Sulla base troviamo delle colonne corinzie che sorreggono una trabeazione decorata a palmette. Nei timpani è scolpita la Triscele, millenario simbolo della Sicilia.